# Liga dos Campeões da UEFA de 2021–22
A Liga dos Campeões da UEFA de 2021–22 foi a 67ª edição da Liga dos Campeões da UEFA, a maior competição de clubes europeus organizada pela UEFA.
A final foi disputada no Stade de France, em Saint-Denis, França, Foi originalmente programada para ser jogada na Allianz Arena em Munique, Alemanha. No entanto, devido ao adiamento e realocação da final de 2020, os anfitriões finais foram deslocados para trás em um ano, com São Petersburgo recebendo a final de 2022. Devido a invasão da Ucrânia pela Rússia, a Uefa resolveu transferir a sede da final para o Stade de France.
Em uma reedição das finais de 1981 e 2018, o Real Madrid sagrou-se campeão ao bater o Liverpool por 1-0. Foi a décima quarta conquista do clube espanhol, se isolando ainda mais no posto de maior vencedor. Com isso ganhou o direito de jogar contra o vencedor da Liga Europa da UEFA de 2021–22 na Supercopa da UEFA de 2022, e de jogar a Copa do Mundo de Clubes da FIFA de 2022 como o representante europeu 
Esta temporada foi a primeira desde 1998-99 (última temporada, quando foi disputada a Taça dos Vencedores das Taças), onde três grandes competições europeias de clubes (Liga dos Campeões da UEFA, Liga Europa da UEFA e a recém-criada Liga Conferência Europa da UEFA) são organizadas pela UEFA. No entanto, nenhuma alteração foi feita no formato da Liga dos Campeões, mas as equipes que foram eliminadas da fase preliminar e da primeira rodada de qualificação da Liga dos Campeões agora foram transferidas para a UEFA Conference League, em vez da Europa League.
Em 24 de junho de 2021, a UEFA aprovou a proposta de abolir a regra dos gols fora de casa em todas as competições de clubes da UEFA, que vinha sendo usada desde 1965. Portanto, se as duas equipes marcarem a mesma quantidade de gols no placar agregado dos dois jogos, o vencedor não será mais decidido pelo número de gols marcados fora de casa por cada equipe, sendo assim, será disputada uma prorrogação de 30 minutos, e se as duas equipes continuarem empatadas ao terminar a prorrogação, o vencedor será decidido na disputa por pênaltis.

## Alocação da equipe de associação
Um total de 79, 80 ou 81 equipas de 54 das 55 federações-membro da UEFA participam na UEFA Champions League de 2021–22 (a excepção é o Liechtenstein,Note LIE[›] que não organiza uma liga nacional). A classificação das federações com base nos coeficientes das federações da UEFA é usada para determinar o número de equipas participantes para cada federação:
- As associações 1 a 4 têm cada uma quatro equipes qualificadas.
- As associações 5 a 6 têm cada uma três equipes qualificadas.
- As associações 7–15 têm, cada uma, duas equipes qualificadas.
- As Associações 16–55 (exceto Liechtenstein)Note LIE[›] têm cada uma uma equipe qualificada.

Cada um dos vencedores da UEFA Champions League 2020-21 e da UEFA Europa League 2020-21 recebem uma entrada adicional se não se qualificarem para a UEFA Champions League 2021-22 através da sua liga nacional.

### Classificação da associação
Para a UEFA Champions League 2021–22, as federações recebem lugares de acordo com os seus coeficientes de federações para a UEFA para 2020, que tem em consideração o seu desempenho nas competições europeias de 2015–16 a 2019–20.
Além da alocação com base nos coeficientes de associação, as associações podem ter equipes adicionais participando da Liga dos Campeões, conforme observado abaixo:
- (UCL) - Vaga adicional para os detentores do título da UEFA Champions League
- (UEL) - Vaga adicional para os detentores do título da UEFA Europa League

| Pos. | Associações     | Coef.   | Equipes | Notas |
| ---- | --------------- | ------- | ------- | ----- |
| 1    | Espanha (UEL)   | 102.283 | 5       |       |
| 2    | Inglaterra      | 90.462  | 4       |       |
| 3    | Alemanha        | 74.784  | 4       |       |
| 4    | Itália          | 70.653  | 4       |       |
| 5    | França          | 59.248  | 3       |       |
| 6    | Portugal        | 49.449  | 3       |       |
| 7    | Rússia          | 45.549  | 2       |       |
| 8    | Bélgica         | 37.900  | 2       |       |
| 9    | Ucrânia         | 36.100  | 2       |       |
| 10   | Países Baixos   | 35.750  | 2       |       |
| 11   | Turquia         | 33.600  | 2       |       |
| 12   | Áustria         | 32.925  | 2       |       |
| 13   | Dinamarca       | 29.250  | 2       |       |
| 14   | Escócia         | 27.875  | 2       |       |
| 15   | República Checa | 27.300  | 2       |       |
| 16   | Chipre          | 26.750  | 1       |       |
| 17   | Suíça           | 26.400  | 1       |       |
| 18   | Grécia          | 26.300  | 1       |       |
| 19   | Sérvia          | 25.500  | 1       |       |

| Pos. | Associações   | Coef.  | Equipes | Notas       |
| ---- | ------------- | ------ | ------- | ----------- |
| 20   | Croácia       | 24.875 | 1       |             |
| 21   | Suécia        | 22.750 | 1       |             |
| 22   | Noruega       | 21.750 | 1       |             |
| 23   | Israel        | 19.625 | 1       |             |
| 24   | Cazaquistão   | 19.250 | 1       |             |
| 25   | Bielorrússia  | 18.875 | 1       |             |
| 26   | Azerbaijão    | 18.750 | 1       |             |
| 27   | Bulgária      | 17.375 | 1       |             |
| 28   | Romênia       | 16.700 | 1       |             |
| 29   | Polônia       | 16.625 | 1       |             |
| 30   | Eslováquia    | 15.875 | 1       |             |
| 31   | Liechtenstein | 13.500 | 0       | Note LIE[›] |
| 32   | Eslovênia     | 13.000 | 1       |             |
| 33   | Hungria       | 12.875 | 1       |             |
| 34   | Luxemburgo    | 8.000  | 1       |             |
| 35   | Lituânia      | 7.875  | 1       |             |
| 36   | Armênia       | 7.625  | 1       |             |
| 37   | Letônia       | 7.625  | 1       |             |

| Pos. | Associações          | Coef. | Equipes | Notas |
| ---- | -------------------- | ----- | ------- | ----- |
| 38   | Albânia              | 7.375 | 1       |       |
| 39   | Macedônia do Norte   | 7.375 | 1       |       |
| 40   | Bósnia e Herzegovina | 6.875 | 1       |       |
| 41   | Moldávia             | 6.750 | 1       |       |
| 42   | Irlanda              | 6.700 | 1       |       |
| 43   | Finlândia            | 6.500 | 1       |       |
| 44   | Geórgia              | 5.750 | 1       |       |
| 45   | Malta                | 5.750 | 1       |       |
| 46   | Islândia             | 5.375 | 1       |       |
| 47   | País de Gales        | 5.000 | 1       |       |
| 48   | Irlanda do Norte     | 4.875 | 1       |       |
| 49   | Gibraltar            | 4.750 | 1       |       |
| 50   | Montenegro           | 4.375 | 1       |       |
| 51   | Estônia              | 4.375 | 1       |       |
| 52   | Kosovo               | 4.000 | 1       |       |
| 53   | Ilhas Faroe          | 3.750 | 1       |       |
| 54   | Andorra              | 2.831 | 1       |       |
| 55   | San Marino           | 0.666 | 1       |       |

### Distribuição
A seguir está a lista de acesso padrão.
Como os Campeões em título se qualificaram para a Liga dos Campeões via campeonato nacional, foram efectuadas as seguintes alterações:
- O campeão da associação 11 (Turquia) avança do play-off para a fase de grupos.
- O campeão da associação 13 (Dinamarca) avança da terceira pré-eliminatória para o play-off.
- O campeão da associação 15 (República Checa) avança da segunda pré-eliminatória para a terceira pré-eliminatória.
- Os campeões das associações 18 (Grécia) e 19 (Sérvia) avançam da primeira pré-eliminatória para a segunda pré-eliminatória.

|                                              |                                              | Equipes entrando nesta rodada | Equipes avançando da rodada anterior                                                                               |
| -------------------------------------------- | -------------------------------------------- | --- | --- |
| Rodada preliminar (4 equipes)                | Rodada preliminar (4 equipes)                | - 4 campeões das associações 52–55 | |
| Primeira rodada de qualificação (32 equipes) | Primeira rodada de qualificação (32 equipes) | - 31 campeões das associações 20–51 (exceto Liechtenstein)Note LIE[›] | - 1 vencedor da rodada preliminar                                                                                  |
| Segunda rodada de qualificação (26 equipes)  | Caminho dos Campeões (20 equipes)            | - 4 campeões das associações 16–19 | - 16 vencedores da primeira fase de qualificação                                                                   |
| Segunda rodada de qualificação (26 equipes)  | Caminho da Liga (6 equipes)                  | - 6 segundos classificados das associações 10–15 | |
| Terceira rodada de qualificação (20 equipes) | Caminho dos Campeões (12 equipes)            | - 2 campeões das associações 14–15 | - 10 vencedores da segunda rodada de qualificação (Caminho dos Campeões)                                           |
| Terceira rodada de qualificação (20 equipes) | Caminho da Liga (8 equipes)                  | - 3 segundos classificados das associações 7–9 - 2 equipes terceiro colocado das associações 5–6 | - 3 vencedores da segunda rodada de qualificação (Caminho da Liga)                                                 |
| Play-off (12 teams)                          | Caminho dos Campeões (8 equipes)             | - 2 campeões das associações 12–13 | - 6 vencedores da terceira rodada de qualificação (Caminho dos Campeões)                                           |
| Play-off (12 teams)                          | Caminho da Liga (4 equipes)                  | | - 4 vencedores da terceira rodada de qualificação (Caminho da Liga)                                                |
| Fase de Grupos (32 equipes)                  | Fase de Grupos (32 equipes)                  | - Detentores do título da Liga Europa - 11 campeões das associações 1–11 - 6 segundos classificados das associações 1–6 - 4 terceiros classificados das associações 1–4 - 4 quartos classificados das associações 1–4 | - 4 vencedores da rodada de Play-off (Caminho dos Campeões) - 2 vencedores da rodada de Play-off (Caminho da Liga) |
| Fase eliminatória (16 equipes)               | Fase eliminatória (16 equipes)               | | - 8 vencedores de grupo da fase de grupos - 8 segundos classificados da fase de grupos                             |

### Equipas
Os rótulos entre parênteses mostram como cada equipe se classificou para o local de sua rodada inicial:
- TH: detentores do título da Liga dos Campeões
- UEL: detentores do título da Liga Europa
- 1ª, 2ª, 3ª, 4ª, etc .: Posições da liga da temporada anterior
- Abd-: Posições da liga na temporada abandonada devido à pandemia de COVID-19 na Europa, conforme determinado pela federação nacional; todas as equipas estão sujeitas à aprovação da UEFA de acordo com as

directrizes para a entrada nas competições europeias em resposta à pandemia COVID-19.
As segunda e terceiras pré-eliminatórias assim como o play-off de apuramento para a fase de grupos são divididos no Caminho dos Campeões, CH, apenas para campeões nacionais e Caminho das Ligas, LP, para clubes que não foram campeões nacionais na época anterior.
CC: 2021 Coeficientes de clubes da UEFA (atualizados após os jogos da UEFA Champions / Europa League em 20 de abril de 2021, coeficientes que podem aumentar marcados em ≥).
| Fase de grupos                  | Fase de grupos                  | Times                    | Times                    | Times                      | Times                   |  |  |
| ------------------------------- | ------------------------------- | ------------------------ | ------------------------ | -------------------------- | ----------------------- |  |  |
| Fase de grupos                  | Fase de grupos                  | Villarreal (UEL)         | Atlético de Madrid (1º)  | Real Madrid (2º)           | Barcelona (3º)          |  |  |
| Fase de grupos                  | Fase de grupos                  | Sevilla (4º)             | Manchester City (1º)     | Manchester United (2º)     | Liverpool (3º)          |  |  |
| Fase de grupos                  | Fase de grupos                  | Chelsea (4º, TH)         | Bayern de Munique (1º)   | RB Leipzig (2º)            | Borussia Dortmund (3º)  |  |  |
| Fase de grupos                  | Fase de grupos                  | Wolfsburg (4º)           | Internazionale (1º)      | Milan (2º)                 | Atalanta (3º)           |  |  |
| Fase de grupos                  | Fase de grupos                  | Juventus (4º)            | Lille (1º)               | Paris Saint-Germain (2º)   | Sporting (1º)           |  |  |
| Fase de grupos                  | Fase de grupos                  | Porto (2º)               | Zenit (1º)               | Brugge (1º)                | Dínamo de Kiev (1º)     |  |  |
| Fase de grupos                  | Fase de grupos                  | Ajax (1º)                | Beşiktaş (1º)            |                            |                         |  |  |
|                                 |                                 |                          |                          |                            |                         |  |  |
| Play-off                        | CH                              | Red Bull Salzburgo (1º)  | Brøndby (1º)             |                            |                         |  |  |
|                                 |                                 |                          |                          |                            |                         |  |  |
| Terceira rodada de qualificação | CH                              | Rangers (1º)             | Slavia Praha (1º)        |                            |                         |  |  |
| Terceira rodada de qualificação | LP                              | Monaco (3º)              | Benfica (3º)             | Spartak de Moscovo (2º)    | Genk (2º)               |  |  |
| Terceira rodada de qualificação | LP                              | Shakhtar Donetsk (2º)    |                          |                            |                         |  |  |
|                                 |                                 |                          |                          |                            |                         |  |  |
| Segunda rodada de qualificação  | CH                              | Omonia (1º)              | Young Boys (1º)          | Olympiacos (1º)            | Estrela Vermelha (1º)   |  |  |
| Segunda rodada de qualificação  | LP                              | PSV Eindhoven (2º)       | Galatasaray (2º)         | Rapid Viena (2º)           | Midtjylland (2º)        |  |  |
| Segunda rodada de qualificação  | LP                              | Celtic (2º)              | Sparta Praga (2º)        |                            |                         |  |  |
|                                 |                                 |                          |                          |                            |                         |  |  |
| Primeira rodada de qualificação | Primeira rodada de qualificação | Dínamo Zagreb (1º)       | Malmö (1º)               | FK Bodø/Glimt (1º)         | Maccabi Haifa (1º)      |  |  |
| Primeira rodada de qualificação | Primeira rodada de qualificação | Kairat (1º)              | Shakhtyor Salihorsk (1º) | Neftçi Baku (1º)           | Ludogorets Razgrad (1º) |  |  |
| Primeira rodada de qualificação | Primeira rodada de qualificação | Cluj (1º)                | Légia Varsóvia (1º)      | Slovan Bratislava (1º)     | NŠ Mura (1º)            |  |  |
| Primeira rodada de qualificação | Primeira rodada de qualificação | Ferencváros (1º)         | CS Fola Esch (1º)        | Žalgiris Vilnius (1º)      | Alashkert (1º)          |  |  |
| Primeira rodada de qualificação | Primeira rodada de qualificação | Riga (1º)                | Teuta (1º)               | FK Shkëndija (1º)          | Borac Banja Luka (1º)   |  |  |
| Primeira rodada de qualificação | Primeira rodada de qualificação | Sheriff Tiraspol (1º)    | Shamrock Rovers (1º)     | HJK (1º)                   | Dinamo Tbilisi (1º)     |  |  |
| Primeira rodada de qualificação | Primeira rodada de qualificação | Hibernians (Abd-2nd)     | Valur (Abd-1st)          | Connah's Quay (1º)         | Linfield (1º)           |  |  |
| Primeira rodada de qualificação | Primeira rodada de qualificação | Lincoln Red Imps FC (1º) | Budućnost Podgorica (1º) | Flora (1º)                 |                         |  |  |
| Primeira rodada de qualificação | Primeira rodada de qualificação |                          |                          |                            |                         |  |  |
| Rodada preliminar               | Rodada preliminar               | Prishtina (1º)           | Havnar Bóltfelag (1º)    | Inter Club d'Escaldes (1º) | Folgore (1º)            |  |  |

Notas:
- Malta: A Premier League maltesa de 2020–21 foi abandonada devido à pandemia COVID-19. A equipa que liderava a competição na altura do abandono, Ħamrun Spartans, foi declarada campeã, mas foi posteriormente proibida de competir nas competições europeias por viciação de resultados. Como resultado, o segundo colocado, Hibernians, foi selecionado para jogar na Liga dos Campeões da UEFA de 2021–22 pela Fedaração de Futebol de Malta.

## Agenda
O cronograma da competição é o seguinte. Todas as partidas são disputadas às terças e quartas-feiras, exceto a final da rodada preliminar, que acontece em uma sexta-feira, e a final, que acontece no sábado. A segunda mão da terceira pré-eliminatória é disputada apenas numa terça-feira, devido à SuperTaça Europeia de 2021, na quarta-feira seguinte. Os horários de início agendados a partir da rodada de play-off são 17:45 (em vez das 17:55 anteriores) e 20:00 WEST/WET.
Todos os sorteios, exceto o sorteio da fase de grupos, começam às 12:00 CEST / CET e são realizados na sede da UEFA em Nyon , Suíça. O sorteio da fase de grupos começa às 18:00 CEST, em local a confirmar.
| Fase           | Rodada                    | Data do sorteio        | Partida de ida                                        | Partida de volta                                      |
| -------------- | ------------------------- | ---------------------- | ----------------------------------------------------- | ----------------------------------------------------- |
| Preliminar     | Rodada premilinar         | 8 de junho de 2021     | 22 de junho de 2021 (semifinais)                      | 25 de junho de 2021 (final)                           |
| Qualificação   | Primeira pré-eliminatória | 15 de junho de 2021    | 6–7 de julho de 2021                                  | 13–14 de julho de 2021                                |
| Qualificação   | Segunda pré-eliminatória  | 15 de junho de 2021    | 20–21 de julho de 2021                                | 27–28 de julho de 2021                                |
| Qualificação   | Terceira pré-eliminatória | 19 de julho de 2021    | 3–4 de agosto de 2021                                 | 10 de agosto de 2021                                  |
| Play-off       | Rodada de play-off        | 2 de agosto de 2021    | 17–18 de agosto de 2021                               | 24–25 de agosto de 2021                               |
| Fase de grupos | Primeira rodada           | 26 de agosto de 2021   | 14–15 de setembro de 2021                             | 14–15 de setembro de 2021                             |
| Fase de grupos | Segunda rodada            | 26 de agosto de 2021   | 28–29 de setembro de 2021                             | 28–29 de setembro de 2021                             |
| Fase de grupos | Terceira rodada           | 26 de agosto de 2021   | 19–20 de outubro de 2021                              | 19–20 de outubro de 2021                              |
| Fase de grupos | Quarta rodada             | 26 de agosto de 2021   | 2–3 de novembro de 2021                               | 2–3 de novembro de 2021                               |
| Fase de grupos | Quinta rodada             | 26 de agosto de 2021   | 23–24 de novembro de 2021                             | 23–24 de novembro de 2021                             |
| Fase de grupos | Sexta rodada              | 26 de agosto de 2021   | 7–8 de dezembro de 2021                               | 7–8 de dezembro de 2021                               |
| Fase final     | Oitavas de final          | 13 de dezembro de 2021 | 15–16 e 22–23 de fevereiro de 2022                    | 8–9 e 15–16 de março de 2022                          |
| Fase final     | Quartas de final          | 18 de março de 2022    | 5–6 de abril de 2022                                  | 12–13 de abril de 2022                                |
| Fase final     | Semifinais                | 18 de março de 2022    | 26-27 de abril de 2022                                | 3-4 de maio de 2022                                   |
| Fase final     | Final                     | 18 de março de 2022    | 28 de maio de 2022 no Stade de France, em Saint-Denis | 28 de maio de 2022 no Stade de France, em Saint-Denis |

## Rodadas de qualificação

### Rodada preliminar
Nesta fase as equipes disputaram a vaga na primeira pré-eliminatória em uma espécie de torneio contendo semifinal e final aonde estas vagas foram definidas em uma única partida. Os perdedores desta fase entraram na segunda pré-eliminatória da Liga Conferência Europa da UEFA de 2021–22.
O sorteio para esta fase foi realizado em 8 de junho de 2021. As semifinais foram disputadas em 22 de junho e a final em 25 de junho de 2021. As partidas foram disputadas na Albânia, com as semifinais na Elbasan Arena, em Elbasani e no Niko Dovana Stadium, em Durrës, a final foi disputada na Elbasan Arena.
| Equipe 1    | Resultado | Equipe 2         |           |           |           |
| Semifinal   | Semifinal | Semifinal        | Semifinal | Semifinal | Semifinal |
| ----------- | --------- | ---------------- | --------- | --------- | --------- |
| Folgore     | 0–2       | Prishtina        |           |           |           |
| HB Tórshavn | 0–1       | Inter d'Escaldes |           |           |           |
| Final       |           |                  |           |           |           |
| Prishtina   | 2–0       | Inter d'Escaldes |           |           |           |

### Primeira pré-eliminatória
Um total de 32 equipes jogaram na primeira pré-eliminatória: 31 equipes que participaram nesta eliminatória e o vencedor da rodada preliminar. Os perdedores entraram na segunda pré-eliminatória da Liga Conferência Europa da UEFA de 2021–22.
O sorteio para esta fase foi realizado em 15 de junho de 2021. As partidas de ida foram disputadas em 6 e 7 de julho, e as partidas de volta serão em 13 e 14 de julho de 2021.
| Equipe 1            | Total | Equipe 2            | 1.º jogo | 2.º jogo |
| ------------------- | ----- | ------------------- | -------- | -------- |
| Fola Esch           | 2–7   | Lincoln Red Imps    | 2–2      | 0–5      |
| Slovan Bratislava   | 3–2   | Shamrock Rovers     | 2–0      | 1–2      |
| Malmö               | 2–1   | Riga                | 1–0      | 1–1      |
| Bodø/Glimt          | 2–5   | Legia Warszawa      | 2–3      | 0–2      |
| Connah's Quay Nomad | 2–3   | Alashkert           | 2–2      | 0–1      |
| HJK                 | 7–1   | Budućnost Podgorica | 3–1      | 4–0      |
| Cluj                | 4–3   | Borac Banja Luka    | 3–1      | 1–2      |
| Shkëndija           | 0–6   | Mura                | 0–1      | 0–5      |
| Teuta               | 0–5   | Sheriff Tiraspol    | 0–4      | 0–1      |
| Dinamo Tbilisi      | 2–4   | Neftçi Baku         | 1–2      | 1–2      |
| Maccabi Haifa       | 1–3   | Kairat              | 1–1      | 0–2      |
| Ludogorets          | 2–0   | Shakhtyor Salihorsk | 1–0      | 1–0      |
| Ferencváros         | 6–1   | Prishtina           | 3–0      | 3–1      |
| Žalgiris Vilnius    | 5–2   | Linfield            | 3–1      | 2–1      |
| Flora Tallinn       | 5–0   | Hibernians          | 2–0      | 3–0      |
| Dínamo de Zagreb    | 5–2   | Valur               | 3–2      | 2–0      |

### Segunda pré-eliminatória
A segunda pré-eliminatória é dividida em duas seções distintas: Caminho dos Campeões e Caminho da Liga. As equipes perdedoras em ambas as seções entraram na terceira pré-eliminatória da Liga Europa da UEFA de 2021–22.
O sorteio para esta fase foi realizado em 16 de junho de 2021. A primeira mão foi disputada a 20  e 21 de julho enquanto a segunda mão foi disputada 27 e 28 de julho de 2021.
| Equipe 1          | Total | Equipe 2           | 1.º jogo | 2.º jogo |
| ----------------- | ----- | ------------------ | -------- | -------- |
| Dinamo Zagreb     | 3–0   | Omonia             | 2–0      | 1–0      |
| Slovan Bratislava | 2–3   | Young Boys         | 0–0      | 2–3      |
| Legia Varsóvia    | 3–1   | Flora Tallinn      | 2–1      | 1–0      |
| Alashkert         | 1–4   | Sheriff Tiraspol   | 0–1      | 1–3      |
| Olympiacos        | 2–0   | Neftçi Baku        | 1–0      | 1–0      |
| Kairat            | 2–6   | Estrela Vermelha   | 2–1      | 0–5      |
| Lincoln Red Imps  | 1–4   | CFR Cluj           | 1–2      | 0–2      |
| Malmö             | 4–3   | HJK                | 2–1      | 2–2      |
| Ferencváros       | 5–1   | Žalgiris           | 2–0      | 3–1      |
| Mura              | 1–3   | Ludogorets Razgrad | 0–0      | 1–3      |

| Equipe 1       | Total | Equipe 2     | 1.º jogo | 2.º jogo |
| -------------- | ----- | ------------ | -------- | -------- |
| Rapid Viena    | 2–3   | Sparta Praga | 2–1      | 0–2      |
| Celtic Glasgow | 2–3   | Midtjylland  | 1–1      | 1–2      |
| PSV            | 7–2   | Galatasaray  | 5–1      | 2–1      |

### Terceira pré-eliminatória
A terceira pré-eliminatória é dividida em duas seções distintas: Caminho dos Campeões e Caminho da Liga. As equipes perdedoras no Caminho dos Campeões entrarão na rodada de play-off da Liga Europa da UEFA de 2021–22, enquanto que as equipes perdedoras no Caminho da Liga entrarão na fase de grupos da Liga Europa da UEFA de 2021–22.
O sorteio para esta fase realizou-se a 19 de julho de 2021. A primeira mão será disputada a 3 e 4 de agosto e a segunda mão a 10 de agosto de 2021.
| Equipe 1         | Total       | Equipe 2         | 1.º jogo | 2.º jogo |
| ---------------- | ----------- | ---------------- | -------- | -------- |
| Dínamo Zagreb    | 2–1         | Légia Varsóvia   | 1–1      | 1–0      |
| Cluj             | 2–4         | Young Boys       | 1–1      | 1–3      |
| Olympiacos       | 3–3 (1–4 p) | Ludogorets       | 1–1      | 2–2      |
| Estrela Vermelha | 1–2         | Sheriff Tiraspol | 1–1      | 0–1      |
| Malmö            | 4–2         | Rangers          | 2–1      | 2–1      |
| Ferencváros      | 2–1         | Slavia Praha     | 2–0      | 0–1      |

| Equipe 1        | Total | Equipe 2         | 1.º jogo | 2.º jogo |
| --------------- | ----- | ---------------- | -------- | -------- |
| PSV Eindhoven   | 4–0   | Midtjylland      | 3–0      | 1–0      |
| Spartak Moscovo | 0–4   | Benfica          | 0–2      | 0–2      |
| Genk            | 2–4   | Shakhtar Donetsk | 1–2      | 1–2      |
| Sparta Praga    | 1–5   | Monaco           | 0–2      | 1–3      |

### Play-off
O sorteio para esta fase foi realizado no dia 2 de agosto de 2021. A primeira mão será disputada a 17 e 18 de agosto e a segunda mão a 24 e 25 de agosto de 2021.
| Equipe 1           | Total | Equipe 2      | 1.º jogo | 2.º jogo |
| ------------------ | ----- | ------------- | -------- | -------- |
| Red Bull Salzburgo | 4–2   | Brøndby       | 2–1      | 2–1      |
| Young Boys         | 6–4   | Ferencváros   | 3–2      | 3–2      |
| Malmö              | 3–2   | Ludogorets    | 2–0      | 1–2      |
| Sheriff Tiraspol   | 3–0   | Dínamo Zagreb | 3–0      | 0–0      |

| Equipe 1 | Total     | Equipe 2         | 1.º jogo | 2.º jogo |
| -------- | --------- | ---------------- | -------- | -------- |
| Monaco   | 2–3 (pro) | Shakhtar Donetsk | 0–1      | 2–2      |
| Benfica  | 2–1       | PSV Eindhoven    | 2–1      | 0–0      |

## Fase de grupos
Benfica

 Sporting CP

Equipas de Madrid

 Atlético Madrid

 Real Madrid

Equipas de Manchester

 Manchester City

 Manchester United

Equipas de Milão

 Inter de Milão

- O pote 1 contém os detentores dos títulos da Liga dos Campeões e da Liga Europa, e os campeões das seis principais associações com base nos coeficientes de cada país da UEFA em 2019.[8] Se um ou ambos os detentores do título forem um dos campeões das seis principais associações, os campeões da(s) próxima(s) associação(ões) com melhor classificação também serão colocados no pote 1.
- Os potes 2, 3 e 4 contêm as equipes restantes, chaveadas com base nos coeficientes de clubes da UEFA em 2021.[11]

Em cada grupo, as equipes jogam umas contra as outras em casa e fora. Os vencedores e segundos colocados dos grupos avançam para as oitavas de final, enquanto os terceiros classificados entram na fase de dezasseis-avos de final da Liga Europa da UEFA de 2021–22. 

### Potes
O sorteio da fase de grupos será realizado no dia 26 de agosto de 2021, em Istambul, na Turquia.
| Pote 1             | Coef.   |
| ------------------ | ------- |
| Chelsea            | 98.000  |
| Villarreal         | 63.000  |
| Atlético de Madrid | 115.000 |
| Manchester City    | 125.000 |
| Bayern de Munique  | 134.000 |
| Internazionale     | 53.000  |
| Lille              | 14.000  |
| Sporting           | 45.500  |

| Pote 2              | Coef.   |
| ------------------- | ------- |
| Real Madrid         | 127.000 |
| Barcelona           | 122.000 |
| Juventus            | 120.000 |
| Manchester United   | 113.000 |
| Paris Saint-Germain | 113.000 |
| Liverpool           | 101.000 |
| Sevilla             | 98.000  |
| Borussia Dortmund   | 90.000  |

| Pote 3             | Coef.  |
| ------------------ | ------ |
| Porto              | 87.000 |
| Ajax               | 82.500 |
| Shakhtar Donetsk   | 79.000 |
| RB Leipzig         | 66.000 |
| Red Bull Salzburgo | 59.000 |
| Benfica            | 58.000 |
| Atalanta           | 50.500 |
| Zenit              | 50.000 |

| Pote 4           | Coef.  |
| ---------------- | ------ |
| Beşiktaş         | 49.000 |
| Dínamo de Kiev   | 47.000 |
| Brugge           | 35.500 |
| Young Boys       | 35.000 |
| Milan            | 31.000 |
| Malmö            | 18.500 |
| Wolfsburg        | 14.714 |
| Sheriff Tiraspol | 14.500 |

### Grupos
Os vencedores e os segundos classificados do grupo avançam para as oitavas de final, enquanto os terceiros colocados entram na Liga Europa da UEFA de 2021–22.

#### Grupo A
| Pos | Equipe              | Pts | J | V | E | D | GP | GC | SG  | Classificado                     |  | MCI | PSG | RBL | BRU |
| --- | ------------------- | --- | - | - | - | - | -- | -- | --- | -------------------------------- |  | --- | --- | --- | --- |
| 1   | Manchester City     | 12  | 6 | 4 | 0 | 2 | 18 | 10 | +8  | Classificado às oitavas de final |  | —   | 2–1 | 6–3 | 4–1 |
| 2   | Paris Saint-Germain | 11  | 6 | 3 | 2 | 1 | 13 | 8  | +5  | Classificado às oitavas de final |  | 2–0 | —   | 3–2 | 4–1 |
| 3   | RB Leipzig          | 7   | 4 | 2 | 1 | 1 | 15 | 14 | +1  | Transferido para Liga Europa     |  | 2–1 | 2–2 | —   | 1–2 |
| 4   | Brugge              | 4   | 6 | 1 | 1 | 4 | 6  | 20 | −14 | Eliminado                        |  | 1–5 | 1–1 | 0–5 | —   |

#### Grupo B
| Pos | Equipe             | Pts | J | V | E | D | GP | GC | SG  | Classificado                     |  | LIV | ATL | POR | MIL |
| --- | ------------------ | --- | - | - | - | - | -- | -- | --- | -------------------------------- |  | --- | --- | --- | --- |
| 1   | Liverpool          | 18  | 6 | 6 | 0 | 0 | 17 | 6  | +11 | Classificado às oitavas de final |  | —   | 2–0 | 2–0 | 3–2 |
| 2   | Atlético de Madrid | 7   | 4 | 2 | 1 | 1 | 7  | 8  | −1  | Classificado às oitavas de final |  | 2–3 | —   | 0–0 | 0–1 |
| 3   | Porto              | 5   | 6 | 1 | 2 | 3 | 4  | 11 | −7  | Transferido para Liga Europa     |  | 1–3 | 1–5 | —   | 1–0 |
| 4   | Milan              | 4   | 6 | 1 | 1 | 4 | 6  | 9  | −3  | Eliminado                        |  | 1–2 | 1–2 | 1–1 | —   |

#### Grupo C
| Pos | Equipe            | Pts | J | V | E | D | GP | GC | SG  | Classificado                     |  | AJA | SPO | BOR | BES |
| --- | ----------------- | --- | - | - | - | - | -- | -- | --- | -------------------------------- |  | --- | --- | --- | --- |
| 1   | Ajax              | 18  | 6 | 6 | 0 | 0 | 20 | 5  | +15 | Classificado às oitavas de final |  | —   | 4–2 | 4–0 | 2–0 |
| 2   | Sporting          | 9   | 6 | 3 | 0 | 3 | 14 | 12 | +2  | Classificado às oitavas de final |  | 1–5 | —   | 3–1 | 4–0 |
| 3   | Borussia Dortmund | 9   | 6 | 3 | 0 | 3 | 10 | 11 | −1  | Transferido para Liga Europa     |  | 1–3 | 1–0 | —   | 5–0 |
| 4   | Beşiktaş          | 0   | 6 | 0 | 0 | 6 | 3  | 19 | −16 | Eliminado                        |  | 1–2 | 1–4 | 1–2 | —   |

#### Grupo D
| Pos | Equipe           | Pts | J | V | E | D | GP | GC | SG  | Classificado                     |  | RMA | INT | SHE | SHK |
| --- | ---------------- | --- | - | - | - | - | -- | -- | --- | -------------------------------- |  | --- | --- | --- | --- |
| 1   | Real Madrid      | 15  | 6 | 5 | 0 | 1 | 14 | 3  | +11 | Classificado às oitavas de final |  | —   | 2–0 | 1–2 | 2–1 |
| 2   | Internazionale   | 10  | 6 | 3 | 1 | 2 | 8  | 5  | +3  | Classificado às oitavas de final |  | 0–1 | —   | 3–1 | 2–0 |
| 3   | Sheriff Tiraspol | 7   | 6 | 2 | 1 | 3 | 7  | 11 | −4  | Transferido para Liga Europa     |  | 0–3 | 1–3 | —   | 2–0 |
| 4   | Shakhtar Donetsk | 2   | 6 | 0 | 2 | 4 | 2  | 12 | −10 | Eliminado                        |  | 0–5 | 0–0 | 1–1 | —   |

#### Grupo E
| Pos | Equipe            | Pts | J | V | E | D | GP | GC | SG  | Classificado                     |  | BAY | BEN | BAR | DNK |
| --- | ----------------- | --- | - | - | - | - | -- | -- | --- | -------------------------------- |  | --- | --- | --- | --- |
| 1   | Bayern de Munique | 18  | 6 | 6 | 0 | 0 | 22 | 3  | +19 | Classificado às oitavas de final |  | —   | 5–2 | 3–0 | 5–0 |
| 2   | Benfica           | 8   | 6 | 2 | 2 | 2 | 7  | 9  | −2  | Classificado às oitavas de final |  | 0–4 | —   | 3–0 | 2–0 |
| 3   | Barcelona         | 7   | 6 | 2 | 1 | 3 | 2  | 9  | −7  | Transferido para Liga Europa     |  | 0–3 | 0–0 | —   | 1–0 |
| 4   | Dínamo de Kiev    | 1   | 6 | 0 | 1 | 5 | 1  | 11 | −10 | Eliminado                        |  | 1–2 | 0–1 | 0–0 | —   |

#### Grupo F
| Pos | Equipe            | Pts | J | V | E | D | GP | GC | SG | Classificado                     |  | MUN | VIL | ATA | YBO |
| --- | ----------------- | --- | - | - | - | - | -- | -- | -- | -------------------------------- |  | --- | --- | --- | --- |
| 1   | Manchester United | 11  | 6 | 3 | 2 | 1 | 11 | 8  | +3 | Classificado às oitavas de final |  | —   | 2–1 | 3–2 | 1–1 |
| 2   | Villarreal        | 10  | 6 | 3 | 1 | 2 | 12 | 9  | +3 | Classificado às oitavas de final |  | 0–2 | —   | 2–2 | 2–0 |
| 3   | Atalanta          | 6   | 6 | 1 | 3 | 2 | 12 | 13 | −1 | Transferido para Liga Europa     |  | 2–2 | 2–3 | —   | 1–0 |
| 4   | Young Boys        | 5   | 6 | 1 | 2 | 3 | 7  | 12 | −5 | Eliminado                        |  | 2–1 | 1–4 | 3–3 | —   |

#### Grupo G
| Pos | Equipe            | Pts | J | V | E | D | GP | GC | SG | Classificado                     |  | LIL | SAL | SEV | WOL |
| --- | ----------------- | --- | - | - | - | - | -- | -- | -- | -------------------------------- |  | --- | --- | --- | --- |
| 1   | Lille             | 11  | 6 | 3 | 2 | 1 | 7  | 4  | +3 | Classificado às oitavas de final |  | —   | 1–0 | 0–0 | 0–0 |
| 2   | Red Bull Salzburg | 10  | 6 | 3 | 1 | 2 | 8  | 6  | +2 | Classificado às oitavas de final |  | 2–1 | —   | 1–0 | 3–1 |
| 3   | Sevilla           | 6   | 6 | 1 | 3 | 2 | 5  | 5  | 0  | Transferido para Liga Europa     |  | 1–2 | 1–1 | —   | 2–0 |
| 4   | Wolfsburg         | 5   | 6 | 1 | 2 | 3 | 5  | 10 | −5 | Eliminado                        |  | 1–3 | 2–1 | 1–1 | —   |

#### Grupo H
| Pos | Equipe   | Pts | J | V | E | D | GP | GC | SG  | Classificado                     |  | JUV | CHE | ZEN | MAL |
| --- | -------- | --- | - | - | - | - | -- | -- | --- | -------------------------------- |  | --- | --- | --- | --- |
| 1   | Juventus | 15  | 6 | 5 | 0 | 1 | 10 | 6  | +4  | Classificado às oitavas de final |  | —   | 1–0 | 4–2 | 1–0 |
| 2   | Chelsea  | 13  | 6 | 4 | 1 | 1 | 0  | 0  | 0   | Classificado às oitavas de final |  | 4–0 | —   | 1–0 | 4–0 |
| 3   | Zenit    | 5   | 6 | 1 | 2 | 3 | 10 | 10 | 0   | Transferido para Liga Europa     |  | 0–1 | 3–3 | —   | 4–0 |
| 4   | Malmö    | 1   | 6 | 0 | 1 | 5 | 1  | 14 | −13 | Eliminado                        |  | 0–3 | 0–1 | 1–1 | —   |

## Fase final
Na fase final, as equipes jogam umas contra as outras em partidas de ida e volta, exceto na final que é disputada em uma única partida. O mecanismo de sorteio para cada rodada é o seguinte:
- No sorteio das oitavas de final, os oito vencedores dos grupos, e os oito vice-campeões foram separados em potes. Os vencedores dos grupos são sorteados contra as equipes que terminaram em segundo lugar nos seus grupos. Equipes do mesmo grupo ou da mesma associação não podem ser sorteadas.
- Nos sorteios das quartas de final e semifinais, não existe separação, e times do mesmo grupo ou da mesma federação podem se enfrentar. Como os sorteios para as quartas de final e semifinais são realizados juntos antes das quartas de final serem disputadas, a identidade dos vencedores das quartas de final não é conhecida no momento do sorteio das semifinais. Um sorteio também é realizado para determinar qual vencedor da semifinal é designado como o time "da casa" para a final (para fins administrativos, pois é jogada em um local neutro).

### Equipes classificadas
| Grupo | Líderes de grupo  | Vice-líderes de grupo |
| ----- | ----------------- | --------------------- |
| A     | Manchester City   | Paris Saint-Germain   |
| B     | Liverpool         | Atlético de Madrid    |
| C     | Ajax              | Sporting              |
| D     | Real Madrid       | Internazionale        |
| E     | Bayern de Munique | Benfica               |
| F     | Manchester United | Villarreal            |
| G     | Lille             | Red Bull Salzburg     |
| H     | Juventus          | Chelsea               |

### Esquema
|  | Oitavas de final              | Oitavas de final              | Oitavas de final              | Oitavas de final              |   |                 | Quartas de final | Quartas de final | Quartas de final | Quartas de final |  |                 | Semifinais              | Semifinais              | Semifinais              | Semifinais              |           |   | Final      | Final      |
|  | 15 de fevereiro a 16 de março | 15 de fevereiro a 16 de março | 15 de fevereiro a 16 de março | 15 de fevereiro a 16 de março |   |                 | 5 a 13 de abril  | 5 a 13 de abril  | 5 a 13 de abril  | 5 a 13 de abril  |  |                 | 26 de abril a 4 de maio | 26 de abril a 4 de maio | 26 de abril a 4 de maio | 26 de abril a 4 de maio |           |   | 28 de maio | 28 de maio |
|  |                               |                               |                               |                               |   |                 |                  |                  |                  |                  |  |                 |                         |                         |                         |                         |           |   |            |            |
|  | Benfica                       | 2                             | 1                             | 3                             |   |                 |                  |                  |                  |                  |  |                 |                         |                         |                         |                         |           |   |            |            |
|  | Ajax                          | 2                             | 0                             | 2                             |   |                 |                  |                  |                  |                  |  |                 |                         |                         |                         |                         |           |   |            |            |
|  | Ajax                          | 2                             | 0                             | 2                             |   | Benfica         | 1                | 3                | 4                |                  |  |                 |                         |                         |                         |                         |           |   |            |            |
|  |                               |                               |                               |                               |   | Benfica         | 1                | 3                | 4                |                  |  |                 |                         |                         |                         |                         |           |   |            |            |
|  |                               | Liverpool                     | 3                             | 3                             | 6 |                 |                  |                  |                  |                  |  |                 |                         |                         |                         |                         |           |   |            |            |
|  | Internazionale                | Liverpool                     | 3                             | 3                             | 6 | 0               | 1                | 1                |                  |                  |  |                 |                         |                         |                         |                         |           |   |            |            |
|  | Internazionale                |                               |                               |                               |   | 0               | 1                | 1                |                  |                  |  |                 |                         |                         |                         |                         |           |   |            |            |
|  | Liverpool                     | 2                             | 0                             | 2                             |   |                 |                  |                  |                  |                  |  |                 |                         |                         |                         |                         |           |   |            |            |
|  | Liverpool                     | 2                             | 0                             | 2                             |   |                 |                  |                  |                  |                  |  | Liverpool       | 2                       | 3                       | 5                       |                         |           |   |            |            |
|  |                               |                               |                               |                               |   |                 |                  |                  |                  |                  |  | Liverpool       | 2                       | 3                       | 5                       |                         |           |   |            |            |
|  |                               | Villarreal                    | 0                             | 2                             | 2 |                 |                  |                  |                  |                  |  |                 |                         |                         |                         |                         |           |   |            |            |
|  | Villarreal                    | Villarreal                    | 0                             | 2                             | 2 | 1               | 3                | 4                |                  |                  |  |                 |                         |                         |                         |                         |           |   |            |            |
|  | Villarreal                    |                               |                               |                               |   | 1               | 3                | 4                |                  |                  |  |                 |                         |                         |                         |                         |           |   |            |            |
|  | Juventus                      | 1                             | 0                             | 1                             |   |                 |                  |                  |                  |                  |  |                 |                         |                         |                         |                         |           |   |            |            |
|  | Juventus                      | 1                             | 0                             | 1                             |   | Villarreal      | 1                | 1                | 2                |                  |  |                 |                         |                         |                         |                         |           |   |            |            |
|  |                               |                               |                               |                               |   | Villarreal      | 1                | 1                | 2                |                  |  |                 |                         |                         |                         |                         |           |   |            |            |
|  |                               | Bayern de Munique             | 0                             | 1                             | 1 |                 |                  |                  |                  |                  |  |                 |                         |                         |                         |                         |           |   |            |            |
|  | Red Bull Salzburg             | Bayern de Munique             | 0                             | 1                             | 1 | 1               | 1                | 2                |                  |                  |  |                 |                         |                         |                         |                         |           |   |            |            |
|  | Red Bull Salzburg             |                               |                               |                               |   | 1               | 1                | 2                |                  |                  |  |                 |                         |                         |                         |                         |           |   |            |            |
|  | Bayern de Munique             | 1                             | 7                             | 8                             |   |                 |                  |                  |                  |                  |  |                 |                         |                         |                         |                         |           |   |            |            |
|  | Bayern de Munique             | 1                             | 7                             | 8                             |   |                 |                  |                  |                  |                  |  |                 |                         |                         |                         |                         | Liverpool | 0 |            |            |
|  |                               |                               |                               |                               |   |                 |                  |                  |                  |                  |  |                 |                         |                         |                         |                         |           | 0 |            |            |
|  |                               | Real Madrid                   | 1                             |                               |   |                 |                  |                  |                  |                  |  |                 |                         |                         |                         |                         |           |   |            |            |
|  | Sporting                      | Real Madrid                   | 1                             | 0                             | 0 | 0               |                  |                  |                  |                  |  |                 |                         |                         |                         |                         |           |   |            |            |
|  | Sporting                      |                               |                               | 0                             | 0 | 0               |                  |                  |                  |                  |  |                 |                         |                         |                         |                         |           |   |            |            |
|  | Manchester City               | 5                             | 0                             | 5                             |   |                 |                  |                  |                  |                  |  |                 |                         |                         |                         |                         |           |   |            |            |
|  | Manchester City               | 5                             | 0                             | 5                             |   | Manchester City | 1                | 0                | 1                |                  |  |                 |                         |                         |                         |                         |           |   |            |            |
|  |                               |                               |                               |                               |   | Manchester City | 1                | 0                | 1                |                  |  |                 |                         |                         |                         |                         |           |   |            |            |
|  |                               | Atlético de Madrid            | 0                             | 0                             | 0 |                 |                  |                  |                  |                  |  |                 |                         |                         |                         |                         |           |   |            |            |
|  | Atlético de Madrid            | Atlético de Madrid            | 0                             | 0                             | 0 | 1               | 1                | 2                |                  |                  |  |                 |                         |                         |                         |                         |           |   |            |            |
|  | Atlético de Madrid            |                               |                               |                               |   | 1               | 1                | 2                |                  |                  |  |                 |                         |                         |                         |                         |           |   |            |            |
|  | Manchester United             | 1                             | 0                             | 1                             |   |                 |                  |                  |                  |                  |  |                 |                         |                         |                         |                         |           |   |            |            |
|  | Manchester United             | 1                             | 0                             | 1                             |   |                 |                  |                  |                  |                  |  | Manchester City | 4                       | 1                       | 5                       |                         |           |   |            |            |
|  |                               |                               |                               |                               |   |                 |                  |                  |                  |                  |  | Manchester City | 4                       | 1                       | 5                       |                         |           |   |            |            |
|  |                               | Real Madrid (pro)             | 3                             | 3                             | 6 |                 |                  |                  |                  |                  |  |                 |                         |                         |                         |                         |           |   |            |            |
|  | Chelsea                       | Real Madrid (pro)             | 3                             | 3                             | 6 | 2               | 2                | 4                |                  |                  |  |                 |                         |                         |                         |                         |           |   |            |            |
|  | Chelsea                       |                               |                               |                               |   | 2               | 2                | 4                |                  |                  |  |                 |                         |                         |                         |                         |           |   |            |            |
|  | Lille                         | 0                             | 1                             | 1                             |   |                 |                  |                  |                  |                  |  |                 |                         |                         |                         |                         |           |   |            |            |
|  | Lille                         | 0                             | 1                             | 1                             |   | Chelsea         | 1                | 3                | 4                |                  |  |                 |                         |                         |                         |                         |           |   |            |            |
|  |                               |                               |                               |                               |   | Chelsea         | 1                | 3                | 4                |                  |  |                 |                         |                         |                         |                         |           |   |            |            |
|  |                               | Real Madrid (pro)             | 3                             | 2                             | 5 |                 |                  |                  |                  |                  |  |                 |                         |                         |                         |                         |           |   |            |            |
|  | Paris Saint-Germain           | Real Madrid (pro)             | 3                             | 2                             | 5 | 1               | 1                | 2                |                  |                  |  |                 |                         |                         |                         |                         |           |   |            |            |
|  | Paris Saint-Germain           |                               |                               |                               |   | 1               | 1                | 2                |                  |                  |  |                 |                         |                         |                         |                         |           |   |            |            |
|  | Real Madrid                   | 0                             | 3                             | 3                             |   |                 |                  |                  |                  |                  |  |                 |                         |                         |                         |                         |           |   |            |            |

O esquema acima é usado somente para uma visualização melhor dos confrontos. Os confrontos das oitavas de final e quartas de final foram sorteados.

### Oitavas de final
O sorteio das oitavas de final foi realizado em 13 de dezembro de 2021. O sorteio teve várias irregularidades: o Manchester United foi incluído por engano no sorteio do adversário do Villarreal (ambos estavam no Grupo F), e posteriormente foi selecionado; outra bola foi então sorteada, com o Manchester City escolhido em seu lugar. Na eliminatória seguinte, o Liverpool foi incluído por engano no sorteio do adversário do Atlético de Madrid (ambos do Grupo B), enquanto o Manchester United foi erroneamente excluído. Mais tarde naquele dia, a UEFA anulou o sorteio original devido a um "problema técnico" com o computador de sorteio, e foi totalmente refeito. As partidas de ida serão disputadas em 15, 16, 22 e 23 de fevereiro, e as partidas de volta em 8, 9, 15 e 16 de março de 2022.
| Equipe 1            | Total | Equipe 2          | 1.º jogo | 2.º jogo |
| ------------------- | ----- | ----------------- | -------- | -------- |
| Red Bull Salzburg   | 2–8   | Bayern de Munique | 1–1      | 1–7      |
| Sporting            | 0–5   | Manchester City   | 0–5      | 0–0      |
| Benfica             | 3–2   | Ajax              | 2–2      | 1–0      |
| Chelsea             | 4–1   | Lille             | 2–0      | 2–1      |
| Atlético Madrid     | 2–1   | Manchester United | 1–1      | 1–0      |
| Villarreal          | 4–1   | Juventus          | 1–1      | 3–0      |
| Internazionale      | 1–2   | Liverpool         | 0–2      | 1–0      |
| Paris Saint-Germain | 2–3   | Real Madrid       | 1–0      | 1–3      |

### Quartas de final
O sorteio para as quartas de final foi realizado em 18 de março de 2022. As partidas de ida serão disputadas em 5 e 6 de abril, e as partidas de volta em 12 e 13 de abril de 2022.
| Equipe 1        | Total     | Equipe 2           | 1.º jogo | 2.º jogo |
| --------------- | --------- | ------------------ | -------- | -------- |
| Chelsea         | 4–5 (pro) | Real Madrid        | 1–3      | 3–2      |
| Manchester City | 1−0       | Atlético de Madrid | 1–0      | 0−0      |
| Villarreal      | 2–1       | Bayern de Munique  | 1–0      | 1–1      |
| Benfica         | 4−6       | Liverpool          | 1–3      | 3−3      |

### Semifinais
O sorteio das quartas de final foi realizado em 18 de março de 2022. A partir daí, não houve novo sorteio, pois os confrontos que definiram os semifinalistas tiveram chaveamento definido. As partidas de ida foram disputadas em 26 e 27 de abril, e as partidas de volta em 3 e 4 de maio de 2022.

O sorteio das semifinais foi realizado em 18 de março de 2022, após o sorteio das quartas de final. As partidas de ida foram disputadas em 26 e 27 de abril, e as partidas de volta em 3 e 4 de maio de 2022.
| Equipe 1        | Total     | Equipe 2    | 1.º jogo | 2.º jogo |
| --------------- | --------- | ----------- | -------- | -------- |
| Manchester City | 5-6 (pro) | Real Madrid | 4–3      | 3–1      |
| Liverpool       | 5–2       | Villarreal  | 2–0      | 3–2      |

### Final
| 28 de maio de 2022 | Liverpool | 0 – 1     | Real Madrid         | Stade de France, Saint-Denis |
| 21:00 (UTC+2)      |           | Relatório | Vinícius Júnior 59' | Árbitro: FRA Clément Turpin  |

## Estatísticas
Gols e assistências contabilizados a partir da fase de grupos, excluindo as fases de qualificação.
 Atualizado em 18 de maio de 2022
| Pos. | Jogador            | Equipe              | Gols | Tempo jogando |
| ---- | ------------------ | ------------------- | ---- | ------------- |
| 1    | Karim Benzema      | Real Madrid         | 15   | 1016          |
| 2    | Robert Lewandowski | Bayern de Munique   | 13   | 876           |
| 3    | Sébastien Haller   | Ajax                | 11   | 668           |
| 4    | Mohamed Salah      | Liverpool           | 8    | 918           |
| 5    | Christopher Nkunku | RB Leipzig          | 7    | 531           |
| 5    | Riyad Mahrez       | Manchester City     | 7    | 986           |
| 7    | Cristiano Ronaldo  | Manchester United   | 6    | 611           |
| 7    | Darwin Núñez       | Benfica             | 6    | 613           |
| 7    | Kylian Mbappé      | Paris Saint-Germain | 6    | 673           |
| 7    | Leroy Sané         | Bayern de Munique   | 6    | 798           |
| 7    | Arnaut Danjuma     | Villarreal          | 6    | 906           |

| Pos. | Jogador   | Equipe           | Assist. | Tempo jogando |
| ---- | --------- | ---------------- | ------- | ------------- |
| 1    | Antony    | Ajax             | 3       | 70'           |
| 2    | Cristiano | Sheriff Tiraspol | 2       | 90'           |

### Hat-tricks
Um hat-trick é quando um jogador faz três gols em uma única partida.
| Jogador            | Para              | Contra              | Resultado | Data                   | Ref.      |
| ------------------ | ----------------- | ------------------- | --------- | ---------------------- | --------- |
| Christopher Nkunku | RB Leipzig        | Manchester City     | 3–6       | 15 de setembro de 2021 | Jornada 1 |
| Robert Lewandowski | Bayern de Munique | Benfica             | 5–2       | 2 de novembro de 2021  | Jornada 4 |
| Robert Lewandowski | Bayern de Munique | Red Bull Salzburg   | 7–1       | 8 de março de 2022     | Oitavas   |
| Karim Benzema      | Real Madrid       | Paris Saint-Germain | 3–1       | 9 de março de 2022     | Oitavas   |
| Karim Benzema      | Real Madrid       | Chelsea             | 3–1       | 6 de abril de 2022     | Quartas   |

### Poker-tricks
Um Poker-trick é quando um jogador faz quatro gols em uma única partida.
| Jogador          | Para | Contra   | Resultado | Data                   | Ref.      |
| ---------------- | ---- | -------- | --------- | ---------------------- | --------- |
| Sébastien Haller | Ajax | Sporting | 1–5       | 15 de setembro de 2021 | Jornada 1 |